# Flower Mound
Flower Mound es un pueblo ubicado en el condado de Denton en el estado estadounidense de Texas. En el Censo de 2010 tenía una población de 64.669 habitantes y una densidad poblacional de 568,73 personas por km².

## Geografía
Flower Mound se encuentra ubicado en las coordenadas 33°2′16″N 97°6′47″O / 33.03778, -97.11306. Según la Oficina del Censo de los Estados Unidos, Flower Mound tiene una superficie total de 113.71 km², de la cual 107.19 km² corresponden a tierra firme y (5.73%) 6.51 km² es agua.

## Demografía
Según el censo de 2010, había 64.669 personas residiendo en Flower Mound. La densidad de población era de 568,73 hab./km². De los 64.669 habitantes, Flower Mound estaba compuesto por el 83.89% blancos, el 3.19% eran afroamericanos, el 0.53% eran amerindios, el 8.57% eran asiáticos, el 0.06% eran isleños del Pacífico, el 1.61% eran de otras razas y el 2.17% pertenecían a dos o más razas. Del total de la población el 8.4% eran hispanos o latinos de cualquier raza.

## Educación
El Distrito Escolar Independiente de Lewisville gestiona escuelas públicas.